# Sonett
För bilmodellen, se Saab Sonett.
Sonett, efter italienskans sonetto, ytterst av latinets sonus ”ljud”, ”klang”, är en fjortonradig diktform, vanligtvis bestående av femfotade jambiska versrader med en specifik rimflätning. En sonett är traditionellt också uppdelad i fyra strofer.

## Petrarcas sonett
Det stora föredömet från den tidiga italienska renässansen och framåt är den sonettform som Francesco Petrarca gjorde bruk av på 1300-talet. Den består av två fyrradiga strofer (kvadrenarier) som följs av två treradiga strofer (terziner). Den utmärks också av en särskild rimstruktur, där den första radens slutord (A) rimmar med fjärde radens dito (A) och andra radens slutord (B) rimmar med tredje radens dito (B). Detta mönster gäller kvadrenarierna, alltså ABBA - ABBA. Terzinerna följer rimschemat CDE - CDE.
Ett exempel på detta är Carl Wilhelm Böttigers lärosonett Sonetten beskriver sig själv.
Sonetten vandrar lekande, men värdig
och elvastavig, fram i fjorton rader.
Man ansett har Petrarca för dess fader.
Nu är den första kvadrenarien färdig.
Den andra börjar. Fortsätt den ihärdig!
Och, fast dig locka rim i myriader
de samma rim du åter måste ha där,
och det är svårt, om icke Febus lär dig.
Nu komma två terziner med på slutet.
Vad de ha där att göra, ej du fråge,
men lär att fläta dem sju skilda sätten!
Så blir det hela vackert sammangjutet,
och under rimmens konstigt välvda båge
går fullväxt fram den klingande sonetten.

## Andra sonettformer

### Italiensk svanssonett
En särskild form av den italienska sonetten kallas sonetto colla coda eller svanssonett och var sedan medeltiden traditionellt förbehållen burleska, polemiska eller satiriska syften. Själva "svansen" består av ytterligare en terzin. Denna sonettform användes till exempel av den frispråkige renässansdiktaren Pietro Aretino i en svit kallad sonetti lussuriosi ("vällustiga sonetter") från 1520-talet.

### 1590-talets engelska sonett
Många storheter inom den engelska litteraturen prövade den petrarkiska sonettformen från 1540-talet och framåt. Thomas Wyatt, Henry Howard, earl av Surrey, Philip Sidney och Edmund Spenser är några. Samuel Daniel var den som i sin diktsvit Delia (1592) slutligen utformade en ny fungerande form för den engelska sonetten. Han använde tre kvadrenarier i stället för två, och lät raderna rimma omväxlande, ABAB - CDCD - EFEF, aldrig mer än två gånger, och avslutade sonetten med en parrimmad tvåradig strof (kuplett). Radernas antal stavelser växlar också mellan 10 och 11, beroende på om de slutar med manliga eller kvinnliga rim. Just denna form övertogs under 1590-talet av William Shakespeare och blev därmed i sig ett föredöme redan som handskrifter cirkulerande bland hans vänner innan hans sonetter slutligen utgavs 1609.
From fairest creatures we desire increase,
That thereby beauty's rose might never die,
But as the riper should by time decease,
His tender heir might bear his memory:
But thou contracted to thine own bright eyes,
Feed'st thy light's flame with self-substantial fuel,
Making a famine where abundance lies,
Thy self thy foe, to thy sweet self too cruel:
Thou that art now the world's fresh ornament,
And only herald to the gaudy spring,
Within thine own bud buriest thy content,
And, tender churl, mak'st waste in niggarding:
Pity the world, or else this glutton be,
To eat the world's due, by the grave and thee.
(William Shakespeare, Sonnets I)

### Två andra avvikande sonettformer, vilka även använts i Sverige
Poeten bakom pseudonymen Skogekär Bergbo gjorde sin svenska sonettvers genomgående jambiskt sexfotad, i likhet med den franska alexandrinen, ett mönster som förespråkats av den äldre, tyske teoretikern Martin Opitz och praktiserats av dennes landsman Andreas Gryphius. Skogekär Bergbo hänvisar däremot själv enbart till denna varierade sonettforms upphovsman, den franske renässanspoeten Pierre de Ronsard. I Bergbos långa sonettsvit Wenerid från 1640-talet växlar för övrigt versraderna mellan kvinnliga och manliga rim och därmed mellan 13 och 12 stavelser. En petrarkisk strofindelning och rimflätning är däremot bibehållen, liksom hos Ronsard, med den skillnaden att de båda terzinernas rimscheman är annorlunda, hos Bergbo CDC – DEE (oftast). Varje rad har också en tydlig cesur efter tre jamber, precis som en alexandrinsk vers.
Formen för dikterna i Erik Lindegrens modernistiska diktsvit mannen utan väg (1942) kallade poeten själv för sprängd sonett, efter mönster hämtat från en dikt av Lawrence Durrell, The Sonnet of Hamlet (1939). Dikterna består i likhet med den traditionella sonetten av 14 rader, men dessa är uppdelade i sju kupletter. Alitteration och assonans förekommer men inga slutrim. Antalet stavelser skiftar genomgående på ett till synes godtyckligt sätt från 10 till 18 och raderna har ingen regelbunden rytm utifrån kända versfötter.